# Internationale Cricket-Saison 1964/65
Die internationale Cricket-Saison 1964/65 fand zwischen November 1964 und März 1965 statt. Als Wintersaison wurden vorwiegend Heimspiele der Mannschaften aus Südasien, der Karibik und Ozeanien ausgetragen.

## Überblick

### Internationale Touren
| Beginn           | Heimteam    | Auswärtsteam | Resultate | Artikel |
| Beginn           | Heimteam    | Auswärtsteam | Test      | Artikel |
| ---------------- | ----------- | ------------ | --------- | ------- |
| 2. Oktober 1964  | Indien      | Australien   | 1–1 [3]   | Artikel |
| 24. Oktober 1964 | Pakistan    | Australien   | 0–0 [1]   | Artikel |
| 4. Dezember 1964 | Südafrika   | England      | 0–1 [5]   | Artikel |
| 4. Dezember 1964 | Australien  | Pakistan     | 0–0 [1]   | Artikel |
| 22. Januar 1965  | Neuseeland  | Pakistan     | 0–0 [3]   | Artikel |
| 27. Februar 1965 | Indien      | Neuseeland   | 1–0 [4]   | Artikel |
| 3. März 1964     | West Indies | Australien   | 2–1 [5]   | Artikel |
| 27. März 1964    | Pakistan    | Neuseeland   | 2–0 [3]   | Artikel |

## Nationale Meisterschaften
Aufgeführt sind die nationalen Meisterschaften der Full Member des ICC.
| Land                  | First-Class                 |
| --------------------- | --------------------------- |
| Australien            | Sheffield Shield 1964/65    |
| Indien                | Ranji Trophy 1964/65        |
| Duleep Trophy 1964/65 |                             |
| Neuseeland            | Plunket Shield 1964/65      |
| Pakistan              | Quaid-e-Azam Trophy 1964/65 |
| Ayub Trophy 1964/65   |                             |